# Bill Tytla
Bill Tytla, pseudonimo di Volodymyr Peter Tytla (Yonkers, 25 ottobre 1904 – Flanders, 30 dicembre 1968), è stato un animatore statunitense della Disney.
È considerato uno dei migliori animatori dell'epoca d'oro dell'animazione di Hollywood, Tytla è particolarmente noto per l'animazione di Brontolo nel film Biancaneve e i sette nani, Mangiafuoco in Pinocchio, Chernabog nell'episodio Una notte sul Monte Calvo di Fantasia e Dumbo nell'omonimo film.